# Cot Mampree
Cot Mampree är en kulle i Indonesien.   Den ligger i provinsen Aceh, i den västra delen av landet, 1 800 km nordväst om huvudstaden Jakarta. Toppen på Cot Mampree är 165 meter över havet.
Terrängen runt Cot Mampree är kuperad åt nordost, men åt sydväst är den platt.Runt Cot Mampree är det glesbefolkat, med 14 invånare per kvadratkilometer. I omgivningarna runt Cot Mampree växer i huvudsak städsegrön lövskog.